# Reis (político)
Paulo Batista dos Reis (São Paulo, 3 de outubro de 1961), mais conhecido como Reis, é um servidor público, bacharel em direito e político brasileiro, filiado ao Partido dos Trabalhadores (PT).
Engajado nas causas das periferias, participou de movimentos populares buscando soluções para as desigualdades sociais e problemas estruturais desses bairros. Foi vereador na cidade de São Paulo por dois mandatos, de 2013 a 2020, período em que aprovou 88 leis municipais, destacando-se a Lei de Cotas para negros e afro-descendentes nos concursos públicos municipais e a Política Municipal de Combate ao Câncer de Ovário. 
Em 2022, foi eleito deputado estadual por São Paulo, assumindo o cargo em março de 2023.
Desempenho eleitoral
| Ano  | Eleição                | Partido | Cargo             | Votos   | %     | Resultado | Ref   |
| ---- | ---------------------- | ------- | ----------------- | ------- | ----- | --------- | ----- |
| 2004 | Municipal de São Paulo | PT      | Vereador          | 20.374  | 0,34% | Suplente  | [ 3 ] |
| 2008 | Municipal de São Paulo | PT      | Vereador          | 23.779  | 0,40% | Suplente  | [ 4 ] |
| 2012 | Municipal de São Paulo | PT      | Vereador          | 28.627  | 0,50% | Eleito    | [ 5 ] |
| 2016 | Municipal de São Paulo | PT      | Vereador          | 29.308  | 0,55% | Eleito    | [ 6 ] |
| 2020 | Municipal de São Paulo | PT      | Vereador          | 23.300  | 0,46% | Eleito    | [ 7 ] |
| 2022 | Estaduais em São Paulo | PT      | Deputado estadual | 108.726 | 0,47% | Eleito    | [ 8 ] |